# Pozlatitev
Pozlatítev je proces nanašanja zlata na površino predmetov, izdelanih iz drugih materialov. Zlato je čez površino na tanko prevlečeno. To poveča estetsko vrednost predmeta in se zato uporablja v okrasne namene, na primer pri nakitu.
Druga uporaba pozlatitev je namenjena izrabi lastnosti zlata, ne da bi ga uporabili v preveliki količini. Predmet je lahko izdelan iz cenejšega materiala in nato pozlačen, da njegova površina prevzame lastnosti zlata. To je uporabno pri gramofonskih ploščah, itd.